# Сааді аль-Мунла
Сааді аль-Мунла (араб. سعدي المنلا; 4 листопада 1890 — 12 грудня 1975) — ліванський політик, прем'єр-міністр Лівану від травня до грудня 1946 року.

## Біографія
Народився 1890 року в Триполі в сунітській родині. Здобув юридичну освіту.
Працював спочатку адвокатом, потім став членом парламенту Лівану. 1946 року очолив уряд за президентства Бішари ель-Хурі. Водночас обіймав посаду міністра економіки.